# Валентин Миновски
Валентин Димитров Миновски е български оперен и оперетен певец.

## Биография
Валентин Миновски е роден на 3 май 1950 г. в Горна Оряховица.
Още от малък се изявяват неговете музикални способности и талант в Детската музикална школа при читалище „Напредък“. Тук усъвършенства музикалните умения под ръководството на изтъкнатите горнооряховски музикални педагози Ганчо Михов – акордеон и Николай Обрешков – солфеж. В периода 1964 – 1971 г. е участник в трупата на Младежкия театър към читалището, с ръководител Атанас Бахчеванов.
През 1969 г. В. Миновски постъпва във Филиала на ВПИ „Братя Кирил и Методий“, гр. В. Търново, специалност история и български. През 1972 г. се прехвърля в редовния курс – специалност история на Великотърновския Университет, който завършва през 1974 г. с магистърска степен по история.
От 1971 г. е хорист в хор „Царевец“ при Възрожденското читалище „Надежда“ в гр. Велико Търново.
От 1974 г. започва музикалната си кариера в МДТ „К. Кисимов“ в гр. В. Търново като артист-хорист. След завършване на специализация в лятната академия на БДК с ръководител проф. Александър Йосифов в класа на доц. Руско Русков през 1977 г. е назначен за артист-солист в Търновската оперета. Запомнящи са неговите роли в оперетната чужда и българска класика – Хубавата Елена, Цигански барон, Прилепът, Принцесата на цирка, Моята прекрасна лейди, Двубой, Вълкът и седемте козлета, Службогонци, Българи от старо време и много др.
От 1982 г. Валентин Миновски участва и в изявите на Представителния хор „Славянско единство“ в България и в чужбина.
От 1999 г. работи и твори зад граница.
През годините участва като солист и хорист в изявите на представителните хорове „Царевец“ В. Търново и „Славянско единство“Горна Оряховица. Солист, бас-баритон в „Реквием“ – Моцарт и Whipton Choral Society – концерти в графство Девон, Англия през периода 2000 – 2002 г.